# Lądowisko Chełm
Lądowisko Chełm – lądowisko sanitarne w Chełmie, w województwie lubelskim, położone przy ul. Ceramicznej 1. Przeznaczone jest do wykonywania startów i lądowań śmigłowców sanitarnych i ratowniczych w dzień i w nocy o dopuszczalnej masie startowej do 5700 kg. 
Zarządzającym lądowiskiem jest Samodzielny Publiczny Wojewódzki Szpital Specjalistyczny. W roku 2011 zostało wpisane do ewidencji lądowisk Urzędu Lotnictwa Cywilnego pod numerem 86